# Regentenstraße 216 (Mönchengladbach)

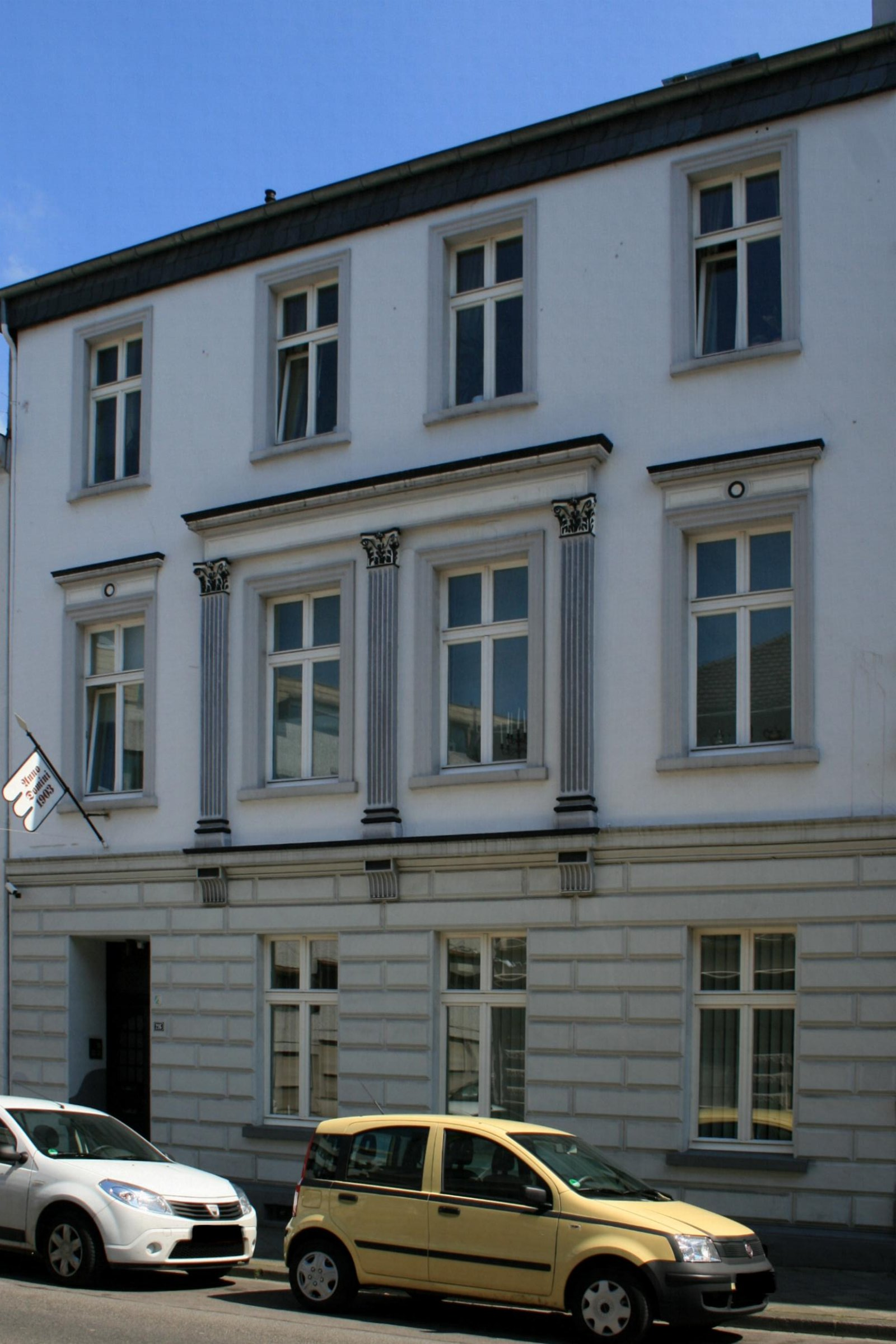
Wohnhaus (2010)

Das Wohnhaus Regentenstraße 216 steht im Stadtteil Eicken in Mönchengladbach (Nordrhein-Westfalen).
Das Gebäude wurde 1908 erbaut. Es wurde unter Nr. R 006 am 4. Dezember 1984 in die Denkmalliste der Stadt Mönchengladbach eingetragen.

## Architektur
Das Wohnhaus Regentenstraße Nr. 216 im Stadtteil Eicken steht in einer Gebäudegruppe mit den Nachbarhäusern Nr. 214, 212, und 210. Bei dem Objekt handelt es sich um ein dreigeschossiges Vier-Fensterhaus mit links seitlichem Hauseingang aus dem Jahre 1908.